# Karnyothrips harti
Karnyothrips harti är en insektsart som först beskrevs av Ian A. Hood 1913.  Karnyothrips harti ingår i släktet Karnyothrips och familjen rörtripsar. Inga underarter finns listade i Catalogue of Life.